# Courcôme
Courcôme es una comuna nueva francesa situada en el departamento de Charente, de la región de Nueva Aquitania.

## Historia
El 1 de enero de 2019 absorbe las comunas de Tuzie y Villegats.

## Demografía
Según los datos aportados en la última resolución del prefecto de Charente, la comuna pasa a tener 840 habitantes.

## Composición
| Comuna fusionada | Código INSEE | Población (2016) | Superficie (km²) | Densidad (hab./km²) |
| ---------------- | ------------ | ---------------- | ---------------- | ------------------- |
| Courcôme         | 16110        | 778 (2018)       | 19.44            | 40                  |
| Tuzie            | 16391        | 184              | 2.43             | 76                  |
| Villegats        | 16410        | 217              | 7.71             | 28                  |